# Wake Up (Travis Scott)
Wake Up è un singolo del rapper statunitense Travis Scott, pubblicato come quarto estratto dal suo terzo album in studio Astroworld, il 26 marzo 2019, dalle etichette discografiche Grand Hustle Records, Epic Records e Cactus Jack. Il brano contiene la collaborazione non accreditato del cantautore canadese The Weeknd ed è il primo dei due singoli collaborativi tra i due.

## Antefatti e pubblicazione
Il brano doveva inizialmente essere inserito nell'EP di The Weeknd My Dear Melancholy,. Il brano, tuttavia, fu in seguito lasciato a Scott per essere poi inserito nell'album Astroworld. In seguito alla pubblicazione del singolo Yosemite e Mile High, estratto come secondo singolo dall'album Assume Form, Wake Up venne pubblicato per la Rhythmic contemporary il 26 marzo 2019 come quarto singolo di Astroworld.

## Video musicale
Il video musicale, diretto da Jonah Hill, è stato pubblicato il 25 luglio 2019 sul canale YouTube di Travis Scott.

## Tracce
1. Wake Up – 3:52 (testo: Jacques Webster, Abel Makkonen Tesfaye – musica: Frank Dukes, Sevn Thomas, Wallis Jane, John Mayer)

## Classifiche

### Classifiche settimanali
| Classifica (2018–2019)    | Posizione massima |
| ------------------------- | ----------------- |
| Australia                 | 67                |
| Canada                    | 27                |
| Francia                   | 96                |
| Nuova Zelanda             | 28                |
| Stati Uniti               | 30                |
| Stati Uniti (R&B/Hip-Hop) | 21                |
| Stati Uniti (Rhythmic)    | 100               |
| Svezia                    | 93                |

### Classifiche di fine anno
| Classifica (2018)         | Posizione |
| ------------------------- | --------- |
| Stati Uniti (R&B/Hip-Hop) | 40        |

## Storico delle pubblicazioni
| Paese       | Data           | Formato                | Etichetta                         | Note   |
| ----------- | -------------- | ---------------------- | --------------------------------- | ------ |
| Stati Uniti | 26 marzo 2019  | Rhythmic contemporary  | Grand Hustle · Epic · Cactus Jack | [ 17 ] |
| Stati Uniti | 16 aprile 2019 | Contemporary hit radio | Grand Hustle · Epic · Cactus Jack | [ 18 ] |